# Осада Герата (1837—1838)
Осада Герата — безуспешная осада афганского города Герат войсками персидского шаха Мохаммеда в течение девяти с половиной месяцев в 1837-38 годах.

## Предыстория
Герат был полунезависимым ханством. Для того чтобы снизить влияние Афганистана на Герат, персидское правительство использовало противоречия между афганскими правителями Кабула и Кандагара. Правитель Герата Камран-Мирза надеялся, что союз с Персией даст ему гарантию сохранения его положения и защитит от афганской агрессии, но ему внушали серьёзные опасения действия наследного принца Персии Аббас-Мирзы, что привело к вооружённому конфликту. После смерти Аббас-Мирзы в 1833 году его сын, будущий шах Мохаммед, снял осаду Герата. Согласно мирному договору, Герат не только был обязан выплачивать дань персидскому шаху, но и обеспечивать защиту персидских территорий от агрессии со стороны Афганистана.
В 1836 году Великобритания поддержала сепаратистские стремления Герата, что ухудшило отношения Великобритании с Персией. Этим пользовались дипломаты Российской империи, склоняя персидского шаха на свою сторону и подстрекая его к наступлению на Герат.

## Осада
В июле 1837 года шах Мохаммед выступил в поход против Герата с армией в 25 тыс. человек пехоты, 9 тыс. человек иррегулярной кав-рии и 2 тыс. артиллеристов с 60 пушек. Армия находилась под предводительством нескольких ханов, не имевших понятия о военном искусстве. Сам шах также не имел военных дарований и был под влиянием своего первого министра Хаджи-Мирза-Агасы.
26 октября персидская армия прибыла под стены крепости Гуриан и, овладев ею 2 ноября, двинулась дальше и 11-го ноября появилась в окрестностях Герата. В городе в это время находилось около 60 тыс. жителей. Шах приказал блокировать двое ворот, а остальные три оставались свободными более 3 месяцев. Это дало возможность защитникам города ввезти в город припасы и увеличить гарнизон до 3 тыс. человек. Командиром гарнизона в Герате был Яр-Магомет-хан, которому помогал британский офицер Поттингер.
Расположившись к юго-западу от города, персы решили атаковать башню Бурдж-Хакистер и начали её обстреливать. Но бомбардирование велось крайне неискусно: большинство ядер попадало в город и не наносило башне вреда.
С целью добиться прекращения военных действий в Тегеран и Кабул с дипломатическими полномочиями был направлен сотрудник российской Оренбургской пограничной комиссии Ян Виткевич. Он должен был способствовать примирению внутри афганской правящей элиты и убедить афганцев в необходимости заключения с Персией мирного договора. Он посетил Кандагар в ноябре и Кабул в декабре 1837 года.
Всю зиму персидская армия простояла под стенами Герата. Наконец, 14 февраля шах приказал блокировать остальные трое ворот и разрушить стены пушками огромного калибра, для изготовления которых была устроена особая литейная. Чтоб отлить первую пушку, употребили два старых орудия, найденных в Гуриане, но вследствие недостатка меди повелено было взять для этого всё кастрюли ханов и офицеров и даже колокольчики и гремушки с шей верблюдов и мулов. Для изготовления ядер сняли всё мраморные памятники с кладбищ в Хорасане. Первую 42-фунтовую пушку разорвало при втором выстреле, а вторую — при четвёртом. Тогда Хаджи-Мирза-Агасы приказал изготовить восемь 72-фунтовых пушек, но меди хватило только для двух.
Пока шли эти приготовления, шах находился в лагере, где проявлял большую жестокость по отношению к пленным туркменам и афганцам, приказывая обезглавливать их в своем присутствии. Тогда афганцы решили обороняться до последней крайности.
9 апреля 1838 года российский посол в Персии Симонич в сопровождении офицера генерального штаба Бларамберга и других членов российской миссии прибыл к шаху, который в это время находился в лагере персидских войск, осаждавших Герат, чтобы добиться роспуска батальона дезертиров из российской армии, который был ударным отрядом персидской армии, и высылке дезертиров в Россию. Одновременно Симонич с Бларамбергом пытались помочь персидскому командованию в его действиях под Гератом.
С начала апреля персы решили приступить к постепенной атаке при помощи российского офицера генерального штаба, предполагая окончить её в 12—15 дней при наряде 1.000 работников ежедневно. Но в лагере нашлось лишь 60 лопат и столько же кирок.
Между тем, находившийся в персидском лагере британский агент успел предупредить афганцев о намерениях осаждающих и указал фронт атаки. Вследствие этого афганцы усилили укрепления со стороны угла, на который предполагалась атака, углубили прикрыт. пути, снабдили их бойницами и во рву поставили 8 башен, чтобы оттуда поражать подступы. Гарнизон Герата в течение апреля и мая предпринимал частые вылазки. В первых числах мая множество бедных жителей Герата было выгнано из города Яр-Магомет-ханом, чтобы избавиться от лишних ртов. Персы их пропускали. Афганцы воспользовались этим, чтобы напасть ночью на персидские траншеи. В ночь на 4 мая они приблизились толпой к траншее так называемого русского бастиона (Урус-Бастиун) и, сказавшись выходцами из города, просили впустить их, но их встретили выстрелами и объявили, чтобы они приходили днём. Тогда они направились к другим траншеям (Хаджи-хана); там их впустили, и афганцы, вынув оружие из-под одежды, перерезали персов и овладели 3 пушками, из которых одну утащили в город. Повторенная тем же афганским отрядом через несколько дней, вылазка успеха не имела: отряд попал в засаду и был взят в плен; всё пленники были умерщвлены самым жестоким образом: им отрезали сначала руки, потом ноги, и, наконец, половые органы, которые потом всунули им в рот.
Поддерживаемые британцами, гератцы регулярно направляли в персидский лагерь парламентёров, обещая вот-вот сложить оружие. 27 мая британская миссия покинула персидский лагерь, а 7 июня туда прибыл Ян Виткевич. Собранные им дипломатические материалы были переданы российскому послу в Персии Симоничу для подготовки текста договора между Афганистаном, Персией и Кандагаром с участием Российской империи.
В первых числах июня персы построили кавальеры, на которых предполагалось установить орудия для пробивания бреши. Первый министр шаха приказал очистить траншеи левого фланга, так как он получил известие, что Яр-Магомет-хан думает бежать из города, и поэтому приказал очистить ему дорогу.
4 июня кавальеры были вооружены 17 пушками большого калибра, а подступы дошли до передового рва. 7 июня началась стрельба для пробития брешей, 10 июня были пробито 2 бреши и прорыты минные галереи, проведенные из траншеи венчания под дном рва; при взрыве их был опрокинут весь эскарп рва, окружавшего атакованный угол; потом начали засыпку рва фашинами и кирпичами. В ночь на 12-е окончили засыпку рва, а 12 июня в полдень был произведён штурм; но вследствие полного отсутствия дисциплины и величайшего беспорядка, царившего в персидской армии, штурм был отбит с потерей 328 человек убитыми и 1 198 ранеными.
После штурма обе стороны не возобновляли стрельбы в течение месяца. К персам в это время прибыли подкрепления, а из гарнизона Герата дезертировали несколько сот афганцев, возмущенных жестокостями Яр-Магомет-хана. К концу июня болезни уменьшили гарнизон Герата до половины. В персидском лагере явилась уверенность в скорой сдаче крепости, но прибывший 30 июля в лагерь британский посол объявил шаху, что британское правительство будет рассматривать дальнейшую осаду Герата, как экспедицию против Британской Индии и что шах должен немедленно отступить со своей армией в пределы Персии, если он не хочет войны с Великобританией. Для подкрепления заявления посла, британская эскадра из 5 кораблей появилась в Персидском заливе и высадила десант на острове Керрак. Уничтожив траншеи, батареи и лагерь, распилив огромные пушки, чтобы увезти металл, персидская армия 28 августа 1838 года сняла осаду и медленно отступила, не преследуемая афганцами.
28 октября 1838 года британский посол в России Кланрикард вручил министру иностранных дел России Нессельроде ноту, в которой утверждалось, что российский посол в Персии Симонич оказывал материальную помощь и моральное содействие гератскому походу, срывал примирительные действия британских посредников, что российские агенты в Персии и Афганистане поступают враждебно интересам Британской империи.
В связи с нежеланием российских властей провоцировать британцев Симонич и Виткевич были отозваны в Россию, а договор между Афганистаном, Персией и Кандагаром так и не получил визу российской стороны.